# Sammy Adjei
Sammy Adjei (Accra, 1 september 1980) is een Ghanees voormalig profvoetballer.
Adjei was doelman en speelde voor Accra Hearts of Oak Sporting Club, MS Asjdod, een club die uitkomt in de Israëlische eredivisie, en Club Africain in Tunesië. Daarnaast maakte hij deel uit van het nationale voetbalteam van Ghana. Hij was een van de 23 Ghanezen die het land vertegenwoordigden tijdens het WK 2006 in Duitsland.
Adjei stopte met voetballen in 2013.